# غوتس فون برليشينغن (غوته)

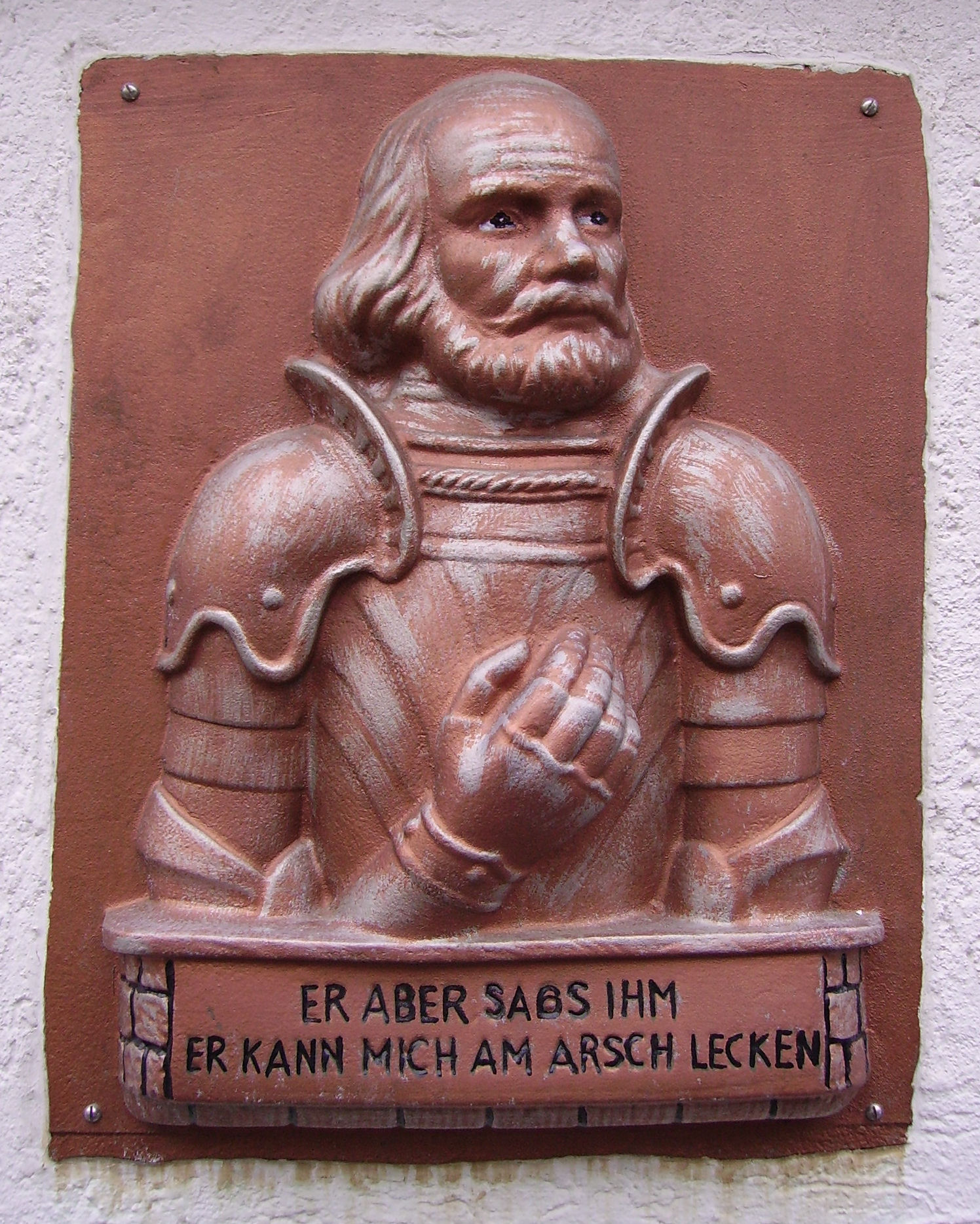

مسرحية غوتس فون برليشنغن إحدى المسرحيات الناجحة التي كتبها يوهان فولفغانغ فون غوته (بالألمانية: Johann Wolfgang von Goethe) عام 1773 م عن الشخصية الأسطورية غوتس فون برليشنغن حيث استوحى غوته من حياة هذه الشخصية الأسطورية مادة مسرحيته الدرامية التي حملت نفس الاسم، تتحدث المسرحية عن الصراع بين الفرسان المتمسكين بروح القانون الطبيعي من جهة والأرستقراطية الحاكمة المتمسكة بنصوص القانون الروماني من جهة أخرى. وتدور أحداث المسرحية في خمسة مشاهد فصلية درامية يتطرق فيها غوته عن هذا الصراع والمعارك التي رافقته من خلال شخصية غوتس وشخصية الراهب المتمرد مارتين وشخصية الفتى جورج.
| الشخصيات |
| - القيصر الألماني ماكسيميليان الأول - غوتس فون برليشنغن - إليزابيث، زوجته - ماريا، شقيقته - كارل - أندرو – أمر، أولاده - جورج، خادمه - أسقف بامبيرغ - آديلبيرت فون فايسلينغن صديق غوتس منذ الطفولة - آديلهايد من فالدورف - ليبرتراوت - الراهب الأخ مارتن - هانز فون سيلبيتس - فرانتس فون سيكينغن - ليرسيه - فرانز خادم فايسلينغن - آنسة غرفة آديلهايد - جورج ميتزلر، سيفرز، لينك، وكوهل، وفيلد، وزعماء المتمردين من الفلاحين - نساء ورجال وحاشية البلاط القيصري بامبيرغ - مستشاري القيصر - أعضاء المجلس البلدي لهايلبرون - قضاة المحكمة السرية - اثنين من تجار نورنبيرغ - ماكس شتومبف، الخادم - المجهول - الفلاح والد العروس - الفلاح العريس - الفرسان - القادة والضباط وجنود الجيش القيصري - النادل - خادم المحكمة - مواطن هايلبرون - حراس المدينة - السجانون - بعض المزارعون - زعيم الغجر - بعض الغجر |

## غوتس فون برليشنجن
غوتفريد فون بيرليشنغن (بالألمانية: Gottfried von Berlichingen) اختصارا غوتس (بالألمانية: Götz): شخصية أسطورية قيل بأنه عاش من عام 1480 م إلى عام 1562 م في جنوب ألمانيا، كان يستخدم يدا حديدية كبديل عن اليد التي فقدها في إحدى المعارك.

## تاريخ الأحداث والمكان
تدور أحداث المسرحية في بدايات القرن السادس عشر الميلادي في منطقة فرانكونيا التاريخية (بالألمانية: Franken) في ولاية بافاريا الحالية (بالألمانية: Bayern) في مقاطعة فورتمبيرغ التاريخية القديمة (بالألمانية: Württemberg)، ألمانيا.

## المشاهد
رسم غوته في مسرحيته هذه الصراع بين الفرسان المتمسكين بروح القانون الطبيعي والأرستقراطية الحاكمة المتمسكة بنصوص القانون الروماني. وتفجر هذا الصراع وتحول إلى معركة دموية عندما ألقي القبض على أحد أعوان غوتس، فحوصرت قلعة جوتس وألقي القبض عليه بعد خيانة أحد أعوانه له، لكن غوتس لم يبق في السجن لمدة طويلة، إذ استطاع سيكينغن الإفراج عنه. وبعد ذلك بوقت قصير ثار الفلاحون على الظلم النازل بهم، فانتخبوه قائدا لحركتهم. إلا أن الحظ لم يحالفه في هذه المرة أيضا، إذ ألقي القبض عليه وأودع السجن حتى حان أجله. ولعب الراهب المتمرد مارتين والفتى جورج أدوارا رئيسية في هذه المسرحية، فهما الشخصيتان اللتان
تعاضدان غوتس دونما قيد أو شرط.